# Osama Said
Osama Said (arabisch أسامة سعيد, DMG Usāma Saʿīd; * 25. September 1957 in Nahef, Israel, etwa 23 Kilometer östlich von Akkon) ist ein israelischer Künstler, dessen Werke in vielen Ländern ausgestellt wurden.
Im Jahr 1976 nahm er an verschiedenen Mal-, Zeichen- und Modellierkursen teil. Nach Abschluss seines Abiturs (1977) und einer Banklehre (1978) entschied er sich für den Besuch der Kunstakademie (Bezalel-Akademie) in Jerusalem. Zeitgleich nahm er am Unterricht des Pelec Centre für die Jugendabteilung des Israel Museums Jerusalem teil, wo er seine künstlerische Tätigkeit ausbaute. Im Jahr 1981 zog Osama Said nach Deutschland und schrieb sich bei der Hochschule der Künste Berlin (HdK) als Gasthörer ein, bevor er dann 1982 mit dem Studium der Malerei an der HdK begann. Sein Studium absolvierte er 1988 mit einem Meisterschülerabschluss bei Marwan, woraufhin er für die kommenden zwei Jahre ein Nafög-Stipendium der HdK erhielt (1989–1990). In den Jahren 1991 bis 1993 erhielt er Werkverträge vom Berliner Senat und lebte anschließend bis 1998 als freischaffender Künstler in Berlin. 1998 kehrte er in seinen Heimatort Nahef zurück, wo er seitdem am technischen Gymnasium als Kunstlehrer tätig ist. Zudem erhielt er von 1999 bis 2000 das Kunstlehrer-Stipendium des Israelischen Ministeriums für Kunst, unterrichtete von 1999 bis 2002 Malerei am arabischen College in Sachnin und war von 2000 bis 2004 Dozent für Kunst im israelischen Barinlan College in Safed.

## Ausstellungen
- 1986 Ausstellung anlässlich der Studentenwoche an der TU (Technische Universität) Berlin
- 1989 „Zeitkunst-Kunstzeit“ zum Internationalen Kirchentag in der Passionskirche für die Galerie am Chamissoplatz
- Galerie im Wasserturm, Berlin
- 1990 Kultursaison - Ausstellung im Centrum von König Hassan II. in Asselah, Marokko
- König Alexander Museum, Bonn
- „Kunstszene“, Berlinische Galerie
- 1991 Museum für Moderne Kunst (Martin Gropius Haus), Berlin
- 1992 Galerie im Hofgarten, Neuburg a.d. Donau
- Galerie Arabesque, Brüssel
- Museum in der Hofkellerei, Michelsstadt
- 1993 Galerie KK, Braunschweig
- Metall-Galerie Frankfurt am Main
- 1994 Galerie Atelier Köln
- Staats-Museum Boudariux (Mompelgia) Frankreich
- 1999 Königliches Museum Amman, Jordanien
- 2000 Museum von Katar, Vereinigte Arabische Emirate (VAE)
- 2001 „Fest der Feste“, Galerie Beital Karmah, Haifa (Israel)
- 2006 Vernissage bei der Palästinensischen Gemeinde Österreich